# Karolina Kudłacz-Gloc
Karolina Kudłacz-Gloc (Wąbrzeźno, 1985. január 17. –) lengyel válogatott kézilabdázó, jelenleg a német Bietigheim játékosa.

## Pályafutása
Kudłacz 2006-ig játszott lengyel klubokban, nyert bajnokságot és kupát is, majd 2006-tól a német HC Leipzig játékosa. A német csapattal rendre részt vehet a Bajnokok ligája küzdelmeiben, legeredményesebb szezonja a 2014–2015-ös volt, amikor csapata legeredményesebb játékosa volt és a 84 találatával a góllövőlista ötödik helyén végzett.
Játszott a korosztályos lengyel válogatottakban, legnagyobb sikerét a 2004-es junior világbajnokságon érte el, ahol gólkirály lett 76 találattal és beválasztották a torna All-Star csapatába.
A lengyel válogatottal a 2005-ös világbajnokság óta vesz részt nemzetközi tornákon, a 2006-os Európa-bajnokság góllövőlistáján második helyen végzett.

## Sikerei
- Lengyel bajnokság győztese: 2004
- Lengyel kupa győztes: 2005
- Német bajnokság győztese: 2009, 2010
- Német kupa győztes: 2007, 2008, 2014